# Peter Chisman
Peter „Pete“ Chisman (* 8. September 1940 in Romford; † 23. Oktober 2003 in Sunderland) war ein britischer Radrennfahrer.

## Sportliche Laufbahn
Als Amateur gewann er 1960 mit der Tour of the Border zum ersten Mal ein Etappenrennen. Es folgten einige Siege in Eintagesrennen und Kriterien in Großbritannien. Einen ersten bedeutenden internationalen Erfolg hatte Chisman mit Gewinn von zwei Etappen Milk Race 1961. Er wurde beim Sieg von Bill Holmes Vierter der Rundfahrt. 1963 gewann er das Milk Race vor Constantin Dumitrescu. Zwei Etappenerfolge konnte er verbuchen. 1964 gewann er erneut eine Etappe. 1965 gelang ihm ein Tageserfolg in der Tour de l’Avenir (69. Gesamtrang). Er startete als Amateur für den Houghton Cycling Club. Von 1966 bis 1970 war er Berufsfahrer, immer in britischen Radsportteams.
In den britischen Rennen der 1960er Jahre war Chisman mit einer Vielzahl von Siegen einer der erfolgreichsten Fahrer. 1967 bestritt er die Tour de France. Er schied auf der 2. Etappe mit seinem Teamkollegen Albert Hitchen aus. Der britische Verband richtete ihm zu Ehren später das Peter Chisman Memorial Road Race aus.